# LabWindows/CVI
LabWindows/CVI (oft auch nur CVI, eine Abkürzung für C for Virtual Instrumentation) ist eine ereignisorientierte ANSI-C-Programmierumgebung, die von National Instruments entwickelt wurde. Das Programm war ursprünglich als LabWindows for DOS im Jahr 1987 herausgegeben worden, wurde dann aber für die Windows-Plattform bereitgestellt. Die derzeitige Versionsnummer von LabWindows/CVI ist 2020.
LabWindows benutzt die gleichen Bibliotheken und Datenerfassungsmodule wie LabVIEW, das bekanntere Produkt der Firma National Instruments und ist deshalb kompatibel mit LabVIEW.
Während die Zielgruppe von LabVIEW eher Fachleute und Wissenschaftler sind, richtet sich CVI eher an Softwareentwickler, die mit textorientierten Programmiersprachen wie Java, C oder Python vertraut sind.